# 마저리 램보

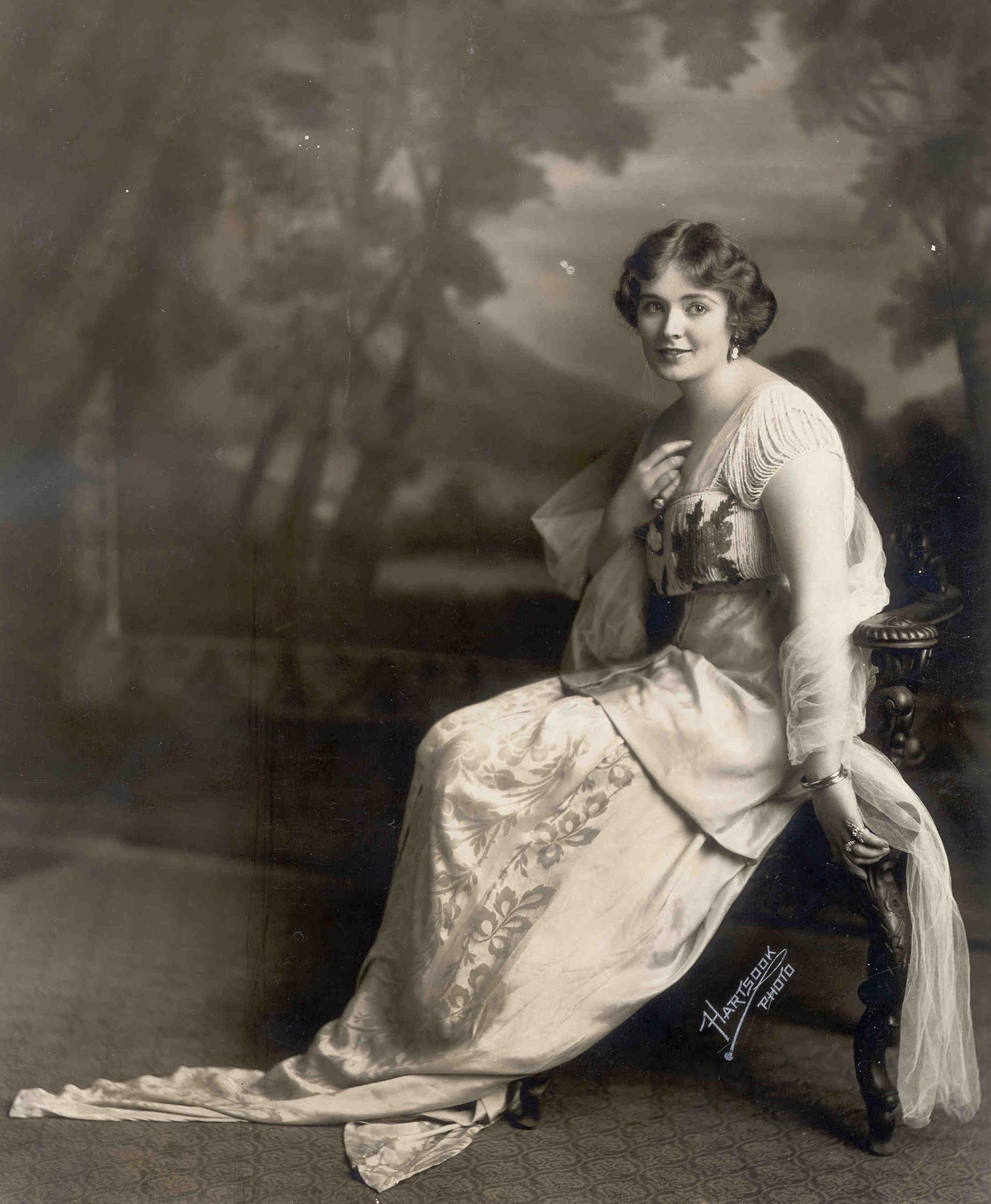

마저리 램보(Marjorie Rambeau, 1889년 7월 15일 ~ 1970년 7월 6일)는 미국의 연극 배우, 영화배우이다.
샌프란시스코에서 태어났으며 팜스프링스에서 사망하였다. 사인은 질병이다. 데저트 메모리얼 파크에 매장되었다.

## 영화
- 천의 얼굴을 가진 사나이 (1957년)
- 피터라 불리는 사나이 (1955년)
- 토치 송 (1953년)
- 애니 넘버 캔 플레이 (1949년)
- 브로드웨이 (1942년)
- 토바코 로드 (1941년)
- 더 레인스 케임 (1939년)
- 메레리 위 리브 (1938년)
- 이지스트 웨이 (1931년)
- 인스퍼레이션 (1931년)
- 참극의 선착장 (1930년)